# Bahía Beascochea
La bahía Beascochea es una bahía de 19 kilómetros de largo y 9 kilómetros de ancho, que rodea la costa Graham, al oeste de la península Antártica, entre la península de Kiev y la península de Barison, y al sur del cabo Tres Pérez y al norte de la punta Núñez. Los glaciares Lever, Funk, Cadman, Talev y Butamya alimentan la bahía.

## Historia y toponimia
Fue descubierta pero definida de forma incompleta en 1898 por la Expedición Antártica Belga, al mando de Adrien de Gerlache. Fue reavistada por la Tercera Expedición Antártica Francesa en 1904, y nombrada por Jean-Baptiste Charcot en honor a Mariano Beascochea (1869-1943), hidrógrafo de la Armada Argentina, a quien Charcot había conocido en Francia antes de su partida. La bahía fue cartografiada con mayor precisión por la Expedición Británica a la Tierra de Graham, al mando de John Riddoch Rymill, en agosto de 1935.

## Reclamaciones territoriales
Argentina incluye la bahía en el departamento Antártida Argentina dentro de la provincia de Tierra del Fuego, Antártida e Islas del Atlántico Sur; para Chile forma parte de la comuna Antártica de la provincia Antártica Chilena dentro de la Región de Magallanes y de la Antártica Chilena; y para el Reino Unido integra el Territorio Antártico Británico. Las tres reclamaciones están sujetas a las disposiciones del Tratado Antártico.
Nomenclatura de los países reclamantes: 
- Argentina: bahía Beascochea[5][6]
- Chile: bahía Beascochea[7]
- Reino Unido: Beascochea Bay[3]